# GDDR4
 (avril 2016).
Si vous disposez d'ouvrages ou d'articles de référence ou si vous connaissez des sites web de qualité traitant du thème abordé ici, merci de compléter l'article en donnant les références utiles à sa vérifiabilité et en les liant à la section « Notes et références ».
Ne doit pas être confondu avec DDR4 SDRAM.
La GDDR4 SDRAM (Graphics Double Data Rate, version 4) est un type de mémoire de carte graphique spécifié par le « JEDEC Semiconductor Memory Standard ». Son principal concurrent semble être la Rambus XDR DRAM. La GDDR4 est le successeur de la mémoire GDDR3 ; elle repose sur la technologie de la DDR3 et n'est pas liée à la mémoire DDR4.

## Historique
Le 16 novembre 2005, Samsung a annoncé le développement d'une mémoire GDDR4 de 256 Mib fonctionnant à 3,2 Gbit/s. Samsung a aussi révélé des plans concernant la production en masse de la GDDR4 SDRAM cadencée à 2,8 Gbit/s par broche (pin)).
Le 14 février 2006, Samsung a annoncé le développement de la GDDR4 SDRAM 512 MiBit 32-bit capable de transférer 3,2 Gbit/s par broche.
Le 9 février 2007, Samsung a annoncé la production en série de GDDR4 SDRAM 512 Mibit à 32 bit, sa bande passante est évaluée à 2,8 Gbit/s par broche.

## Technologie
La GDDR4 SDRAM introduit le DBI (Data Bus Inversion, en français inversion du bus de données), et le « Multi-Preamble » afin de réduire les délais de transmission des données. Le prefetch est passé de 4n à 8n. Le nombre maximal de bancs mémoires dans un module GDDR4 a été augmenté à 8. Pour atteindre la même largeur de bande que la GDDR3 SDRAM, le coeur de la GDDR4 fonctionne à la moitié de la fréquence du coeur d'une GDDR3 dotée de la même bande passante brute. La tension de coeur est tombée à 1,5 V.
Le DBI ajoute une broche DBI# actif bas (en) supplémentaire au bus d’adresse/commande pour chaque octet de données. S’il y a plus de quatre bits à zéro dans l'octet de données, l'octet est inversé et le signal DBI# mis au niveau bas. De cette façon, le nombre de bits à zéro sur les neuf broches est limité à quatre [9]. Cela réduit la consommation d’énergie et le rebond de masse (en).
Sur le plan de la signalisation, la GDDR4 étend le tampon d’E/S de la puce à 8 bits tous les deux cycles, ce qui permet une plus grande bande passante soutenue pendant la transmission en rafale, mais au détriment d’une latence CAS (CL) considérablement accrue, déterminée principalement par la division par deux du nombre de broches d’adresse/commande et par des cellules DRAM semi-cadencées, par rapport à la GDDR3. Le nombre de broches d’adressage a été réduit de moitié par rapport au cœur GDDR3 et a été utilisé pour l’alimentation et la masse, ce qui augmente également la latence. Un autre avantage de la GDDR4 est l’efficacité énergétique : fonctionnant à 2,4 Gbit/s, elle consomme 45 % d’énergie en moins par rapport aux puces GDDR3 fonctionnant à 2,0 Gbit/s.
Dans la fiche technique de la mémoire SDRAM GDDR4 de Samsung, elle était appelée GDDR4 SGRAM, ou Graphics Double Data Rate version 4 Synchronous Graphics RAM. Cependant, la fonctionnalité essentielle d’écriture de bloc n’est pas disponible, elle n’est donc pas classée comme SGRAM.

## Adoption
Cette mémoire est disponible sur les cartes graphiques ATI Radeon HD X1950 XTX, 2900 XT, 2600 XT et sur une série limitée de cartes Radeon HD 4670 SAPPHIRE équipées de 512 Mio de cette RAM. La GDDR4 est destinée à atteindre des vitesses supérieures à 1,4 GHz (2,8 GBit/s). Toutefois, Samsung avait pour objectif d'accroître l'efficacité des GDDR4 à une vitesse supérieure à 1,6 GHz (3,2 GBit/s, à plus haute tension).